# Goliathreiher

Verbreitungsgebiet

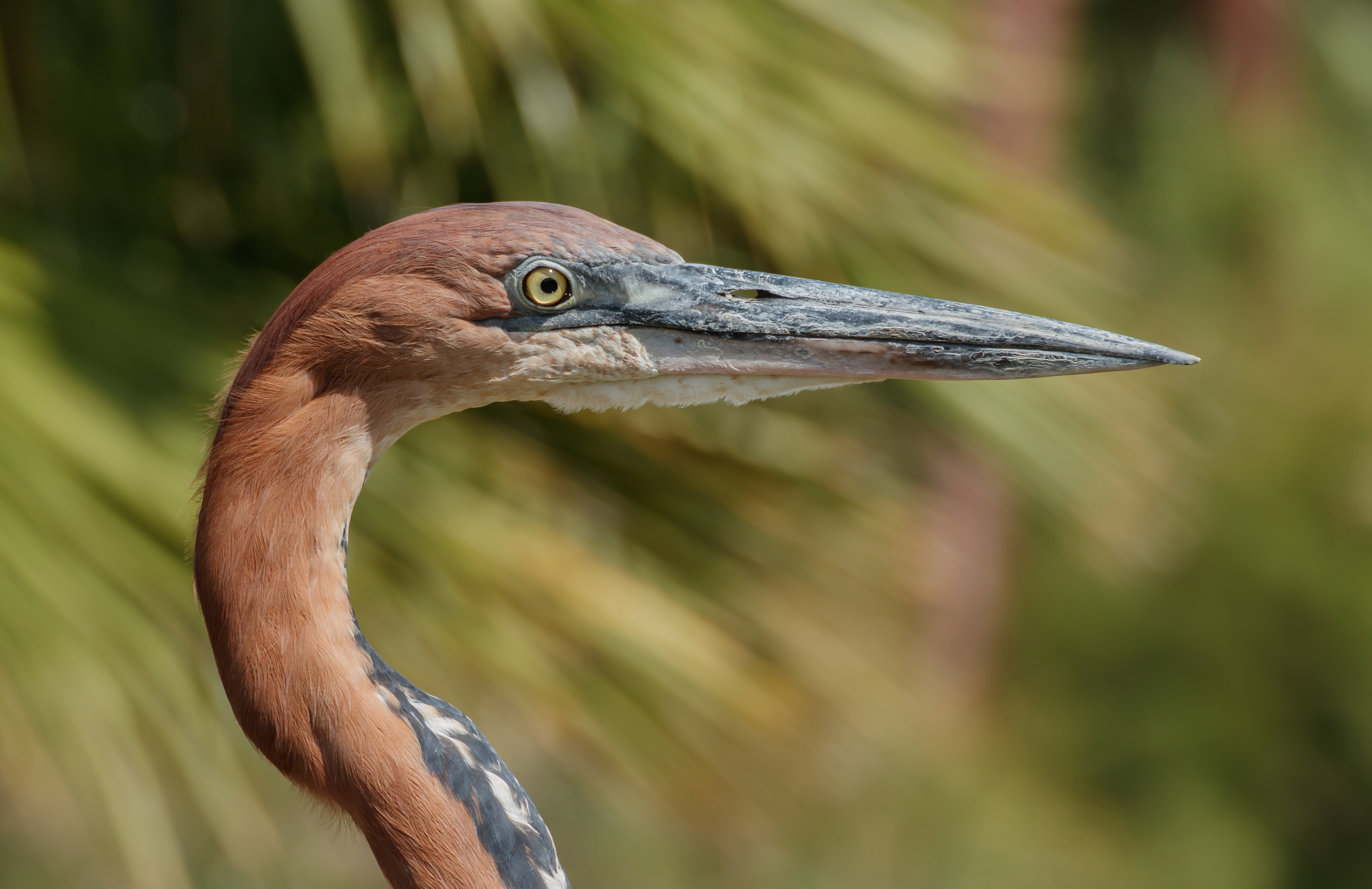

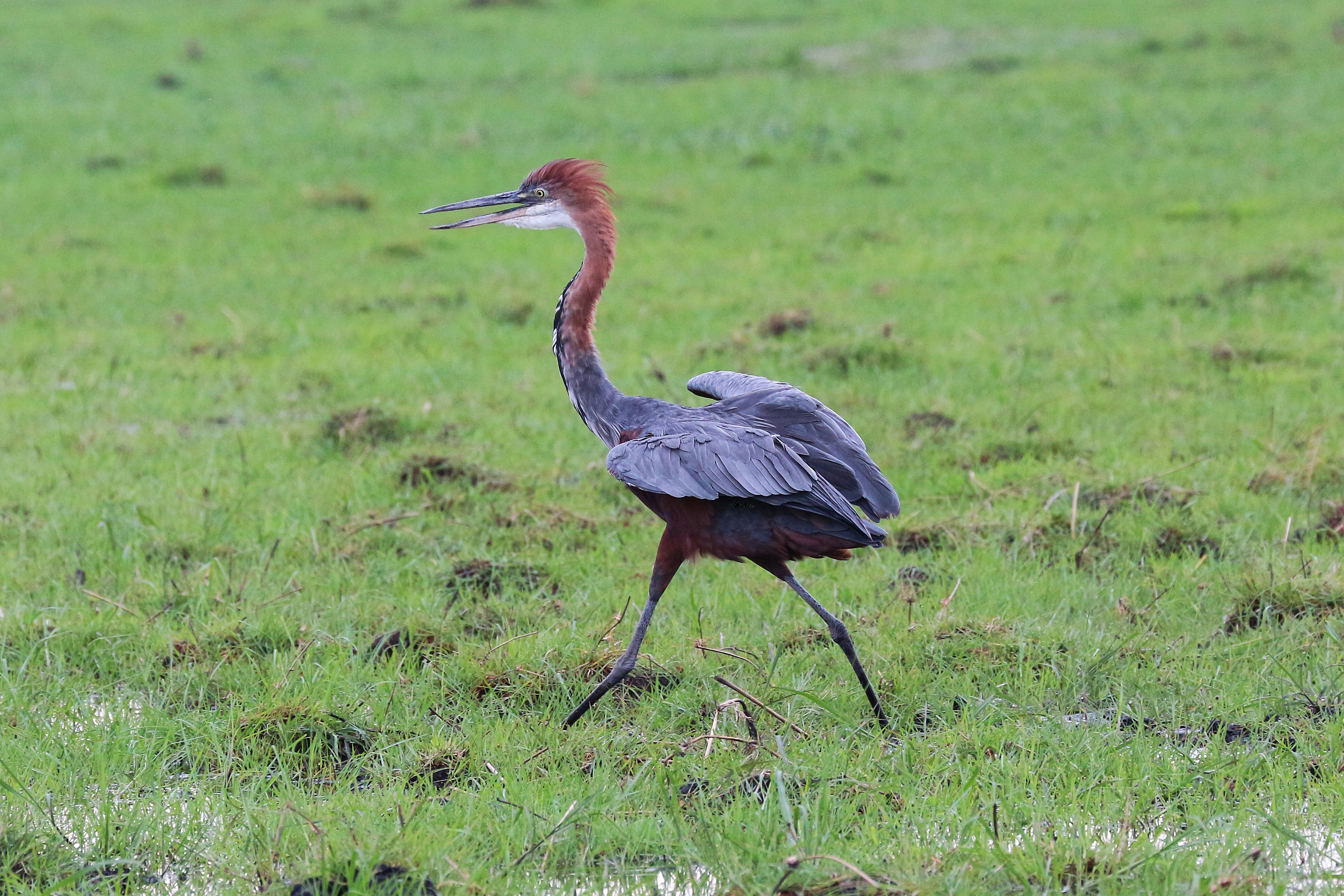
Goliathreiher in Botswana

Der Goliathreiher (Ardea goliath) ist eine Vogelart aus der Familie der Reiher innerhalb der Ordnung Pelecaniformes. Mit einer Höhe von 135 bis 150 Zentimetern ist er der größte rezente Reiher der Welt. Er jagt daher auch in tieferen Gewässern als die mit ihm verwandten Arten. Sein Verbreitungsgebiet ist heute überwiegend Afrika. Es scheint jedoch noch eine kleine Restpopulation in Südasien zu bestehen. 
Der Goliathreiher gilt als ein naher Verwandter der beiden asiatischen Arten Kaiser- und Rußreiher.

## Erscheinungsbild
Der Goliathreiher erreicht eine Körpergröße von bis zu 150 Zentimetern. Er wiegt zwischen 4.300 und 4.468 Gramm.  Der Kopf ist rötlich kastanienbraun und weist am Hinterkopf verlängerte Federn auf, die einen kleinen Schopf bilden. Der Schnabel ist sehr lang und dick. Der Oberschnabel ist schwärzlich, der Unterschnabel dagegen hornfarben. Das Kinn und die Kehle sind weiß und weisen schwarze Streifen auf, die sich den Hals hinunter bis auf die obere Brust erstrecken. Der Rücken und die Flügeldecken sind schiefergrau. Bei aufrecht stehenden Vögeln ist außerdem ein rotbrauner Schulterfleck zu sehen. Die weißen Federn der Oberbrust sind lanzettförmig verlängert und hängen über den rotbraunen Brustfleck herab. Die Beine sind sehr lang und von schwärzlicher Farbe. 
Jungvögel gleichen den adulten Vögeln. Die kastanienbraunen Körperpartien sind bei ihnen jedoch noch etwas blasser.

## Stimme
Die Rufe des Goliathreihers sind bis in eine Entfernung von zwei Kilometern vernehmbar. Der Ruf wird mit kowoork lautmalerisch umschrieben. Er erklingt meist mehrfach hintereinander. Die Rufe einzelner Individuen sind unterscheidbar. Goliathreiher, die aufgeschreckt werden, rufen ein scharfes arrk.

## Verbreitungsgebiet und Lebensraum
Das Verbreitungsgebiet des Goliathreihers umfasst das südliche und östliche Afrika sowie kleine Randbereiche der arabischen Halbinsel. Früher brütete er auch im Irak, Syrien und Iran, im Süden von Jordanien und in Israel; für diese Regionen gibt es jedoch keine aktuellen Brutbelege mehr. Gelegentlich wird er auch noch in den Sundarbans in Bangladesch sowie in Assam in Indien beobachtet. Auf Grund der großen Entfernung vom heutigen Hauptverbreitungsgebiet geht man davon aus, dass es in Indien und Bangladesch noch kleine Restpopulationen gibt, die nicht dokumentiert sind.
In den ostafrikanischen Sumpfgebieten ist er noch häufig. Im übrigen Ost- und Südafrika ist er zwar eine verbreitete, aber zahlenmäßig nicht häufige Art. Den Bestand für Tansania schätzt man beispielsweise auf 2.500 bis 4.000 Vögel. In Südafrika profitiert er von der Anlage von Viehtränken, Wasserreservoirs und Dämmen. Hier hat seine Ausbreitung zugenommen.  
Sein Lebensraum umfasst ausgedehnte Flachwasserzonen sowohl an der Küste als auch im Binnenland. Der Goliathreiher gilt als eine ausgesprochen an das Wasser gebundene Reiherart, die sich nur sehr selten weit vom Wasser entfernt.

## Nahrung und Nahrungserwerb
Der Goliathreiher sucht normalerweise alleine seine Nahrung und verteidigt sein Nahrungsterritorium gegenüber Artgenossen. Er sucht seine Nahrung meist in der Dämmerung, gelegentlich auch während der Nacht. Bei der Nahrungssuche schreitet er langsam von der Uferzone immer tiefer ins Wasser. Dabei hält er immer wieder für sehr lange Zeit inne und wartet darauf, dass Beute in seine Reichweite gelangt. Kommt Beute näher, wird diese mit einer schnellen Bewegung von Kopf und Hals gegriffen. Seine Nahrung besteht ausschließlich aus Fischen. Er ist in der Lage, zwei bis drei Kilogramm schwere Fische zu erbeuten und zu verzehren. Ein Teil seiner Beute wird ihm von anderen Fischfressern häufig abgenommen. Dazu zählen Fischadler und Pelikane, aber auch der Sattelstorch.

## Fortpflanzung
Der Beginn der Fortpflanzungszeit fällt in vielen Teilen seines Verbreitungsgebietes mit der einsetzenden Regenzeit zusammen. In einigen Regionen seines Verbreitungsgebietes brütet er jedoch auch ganzjährig, ohne dass sich ein saisonales Muster erkennen lässt. Goliathreiher brüten am Boden. Sie bevorzugen als Nistplatz von Wasser umgebene Inselchen oder dichte Vegetationszonen im Wasser. Mehrfach wurde beobachtet, dass Goliathreiher ihre Nester aufgeben, wenn auf Grund von fallenden Wasserspiegeln eine Verbindung zum Festland entsteht. Gelegentlich findet sich ihr Nest in einer losen Kolonie mit artfremden Vögeln wie Ibissen, Kormoranen, anderen Reihern oder Möwen. Kolonien mit Artgenossen kommen jedoch gleichfalls vor und es gibt Indizien, dass der Nisterfolg in solchen Kolonien höher ist als bei einzeln brütenden Vögeln.
Ihr Nest hat einen Durchmesser von bis zu einem Meter und wird aus Schilfhalmen und Zweigen im Schilfgürtel oder zwischen niedrigen, am Wasser stehenden Büschen errichtet. Das Weibchen legt etwa zwei bis drei hellblaue Eier, die von beiden Elternvögel vier Wochen lang bebrütet werden. Die Jungen werden im Alter von sechs Wochen flügge.

## Einzelbelege
1. ↑   Kuhlan et al., S. 127
2. ↑   Kuhlan et al., S. 127
3. ↑   Kuhlan et al., S. 127
4. ↑   Kuhlan et al., S. 128
5. ↑   Kuhlan et al., S. 129
6. ↑   Kuhlan et al., S. 130
7. ↑   Kuhlan et al., S. 130